# El Confidencial
El Confidencial es un diario digital español de información general fundado en 2001 y especializado en noticias económicas, financieras y de actualidad política. De carácter conservador, está orientado hacia un público profesional de mediana edad, y se financia sobre todo mediante publicidad, suscripciones, eventos y contenido de marca (branded content).

## Historia
El diario se fundó en 2001 como un medio especializado en noticias de carácter económico, e iba destinado a un segmento de lectores muy pequeño relacionado con la banca y el mundo empresarial. Sus fundadores fueron José Antonio Sánchez García (que en la actualidad cuenta con el 45 % de las acciones), Jesús Cacho y Antonio Casado Alonso. Sus primeras oficinas estaban situadas en una vivienda adosada cercana a la estación de metro Herrera Oria,  en la que las habitaciones eran despachos, y el garaje, sala de redacción. Durante sus primeros años se asoció al periódico, dentro de la nueva prensa nativa digital española, como un medio asociado al «confidencialismo» o «periodismo confidencial», una fórmula de comunicación alternativa al «periodismo tradicional». Destinado a un público en principio limitado, formó parte de las distintas iniciativas empresariales puestas en marcha por periodistas en Internet a principios del siglo XXI, aunque acabaría alcanzando niveles de audiencia notables. Algunos estudios han tratado de relacionar el auge de medios digitales como El Confidencial con la caída de audiencia de los grandes diarios en papel y han ahondado en sus distintas estrategias empresariales.
Con el tiempo, el diario fue creciendo e incorporando diversas secciones, como Cotizalia (economía y mercados), Mundo, Cultura, Teknautas (tecnología y ciencia), Deportes, Alma Corazón y Vida (sociedad y bienestar), Vanitatis (crónica social) y Gentleman (estilo de vida masculino). De ser un grupo reducido y pasar por tres sedes en la actualidad el diario cuenta con unos 200 trabajadores, teniendo su redacción principal en Pozuelo de Alarcón. Además de la edición digital cuentan con un canal de YouTube llamado El Confidencial Televisión.
El diario además colabora con el Consorcio Internacional de Periodistas de Investigación, y publicó, en exclusiva junto con La Sexta, los nombres de la Lista Falciani o los Papeles de Panamá. Por estas informaciones, en octubre de 2016 el presidente del Grupo Prisa, Juan Luis Cebrián, demandó a El Confidencial reclamando 8,2 millones de euros y acusando al diario de competencia desleal tras los Papeles de Panamá. Por su parte, El Confidencial presentó una demanda contra Cebrián que fue admitida en abril de 2017. En enero de 2019 el Juzgado n.º 5 de Madrid desestimó la demanda al considerar que la información era veraz y no había intromisión al honor.

## Estructura corporativa
El Confidencial es una publicación de Titania Compañía Editorial SL y sus empresas subsidiarias Vanitatis SL y Titania Eventos SL.
A fecha de 19 de mayo de 2017, sus cargos directivos son:
- José Antonio Sánchez García (presidente)
- Antonio Rodríguez Aporta (vicepresidente)
- Juan Perea Sáenz de Buruaga (consejero)

Sus principales accionistas son:
- José Antonio Sánchez García a través de la empresa Avema XXI 2, 43%
- Juan Perea Sáenz de Buruaga a través de la empresa Avema XXI, 15%.

## Premios
- 2017: El Consorcio Internacional de Periodistas de Investigación recibió el Premio Pulitzer por la investigación de los «Papeles de Panamá», en la que participaron varios periodistas de El Confidencial.[13]
- 2019: Premio de la Comunicación en la categoría de Influencia del diario Dircomfidencial.[14]

## Delegaciones
El diario cuenta con diferentes delegaciones fuera de Madrid: en Barcelona, Valencia, Sevilla, Málaga, Galicia y País Vasco.

## Columnistas habituales

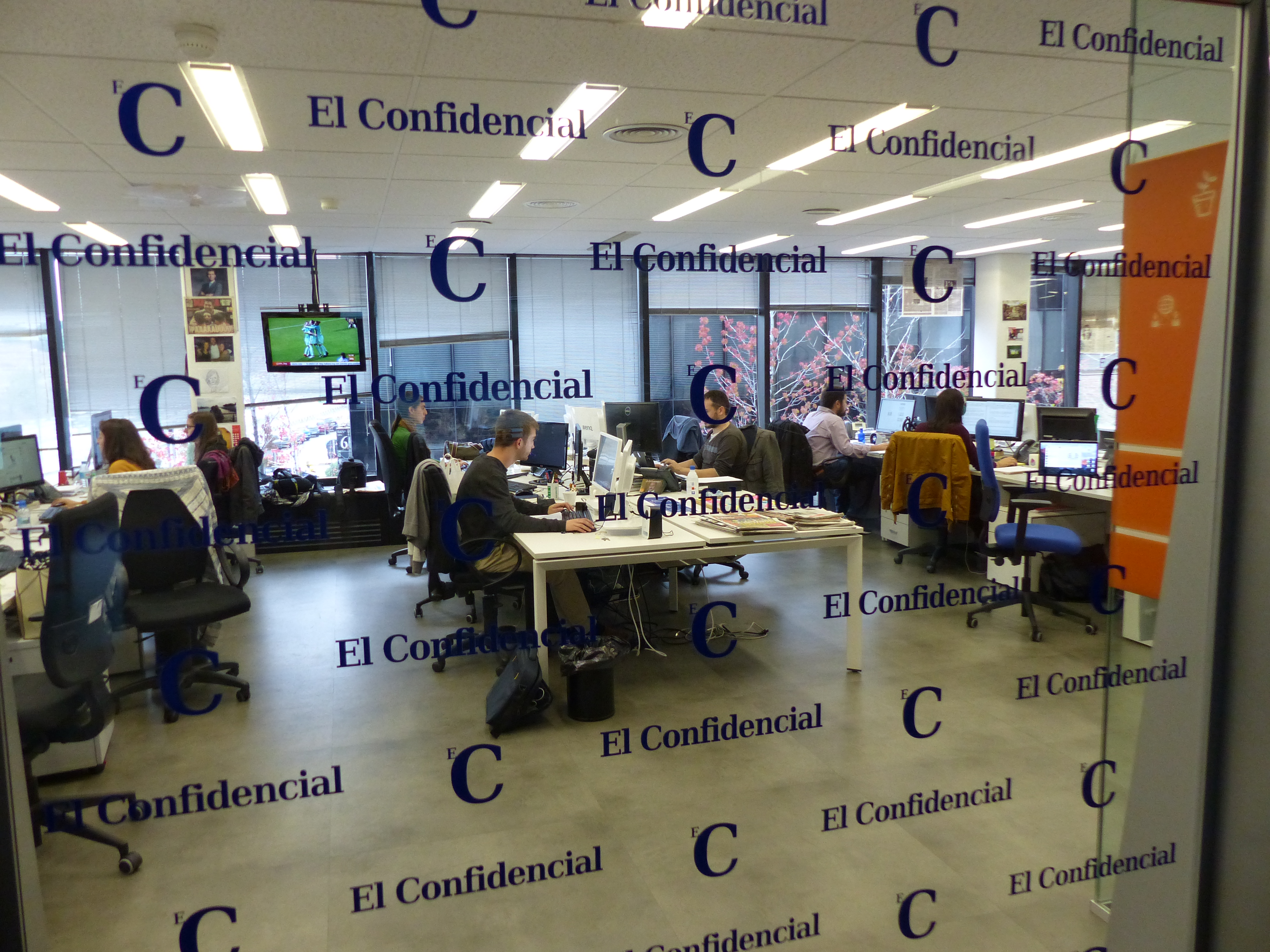
Redacción de El Confidencial en Pozuelo de Alarcón.

- Alberto Artero (bajo el seudónimo McCoy)
- Carlos Sánchez
- Javier Caraballo
- Ángeles Caballero
- Rubén Amón
- Marta García Aller
- José Antonio Marina
- Juan Ramón Rallo
- Juan Soto Ivars
- Alberto Olmos
- Esteban Hernández
- Ignacio Varela
- José Antonio Zarzalejos

### Publicaciones
- Sánchez González, María (2008). «Cibermedios de acceso abierto con información confidencial en España como nueva modalidad de confidencialismo online». Zer - Revista de Estudios de Comunicación (Universidad del País Vasco) 13 (24): 157-181. ISSN 1137-1102.
- Sánchez-Gutiérrez, Bianca; Elena Bellido-Pérez; Antonio Pineda (2018). «La representación de la ecología en la prensa online-only española: análisis cuantitativo e implicaciones ideológicas». Grupo de Investigación en Comunicación Política, Ideología y Propaganda IDECO (Universidad de Sevilla): 87-106. ISBN 978-84-17270-15-5.